# ファラベラ

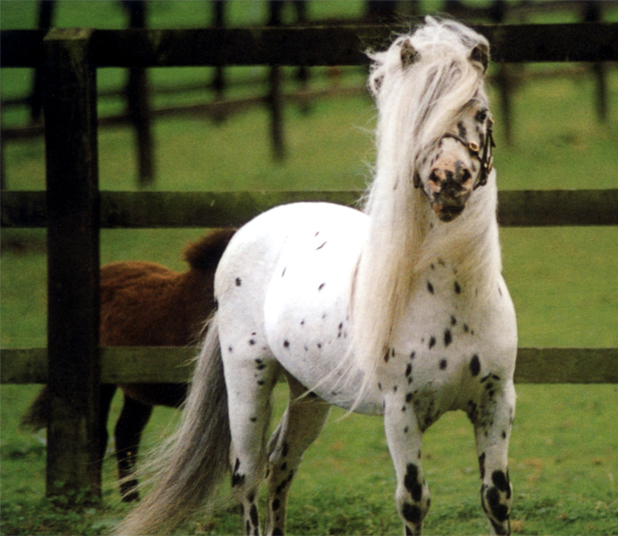
ファラベラ

ファラベラ（Falabella）は馬の品種の1つ。最も小さな馬種として知られ、ペットとしてアメリカ合衆国などで人気がある。原産国はアルゼンチン、品種名は品種を成立させた同国のファラベラ家が由来。
成立は20世紀前半、アンダルシア馬やシェットランドポニーを元に作られた。そして品種改良を経て徐々に小型化され、今日では体高70～78 cmが標準的となっている。小さいものでは体高40 cm台しかなく、犬程の大きさにしかならない。体形はアラブ種やサラブレッドに似るという。
アメリカ合衆国ではその愛くるしい姿と、丈夫さ、人へのなつきやすさからペットとして人気が高い。日本では1970年の大阪万博のときにアルゼンチンから贈られたファラベラをこどもの国で飼育していた（2頭送られたが、1992年、2000年に死亡）。また1978年に来日したアルゼンチンのホルヘ・ラファエル・ビデラ大統領が当時の皇太子明仁親王に贈呈した2頭がこどもの国で飼育されていた（2013年、2014年にどちらも老衰で死亡）。なお、小型すぎる事から乗用馬としては全く適さない。ペット以外には犬の数倍の寿命を持つ事から盲導馬への調教も試みられている。